# Flomoxef
Flomoxef là một loại kháng sinh oxacephem.
Nó đã được phân loại là thế hệ thứ hai  và thế hệ thứ tư.
Nó được cấp bằng sáng chế vào năm 1982 và được chấp thuận cho sử dụng y tế vào năm 1988.